# KK Istra Pula
Košarkaški klub Istra je hrvatski košarkaški klub iz Pule.

## Povijest
Nastao je na tradiciji triju košarkaških klubova iz 1950-ih: kluba radničke omladine "Uljanik", kluba studenata i omladine "Partizan" i kluba talijanske manjine "Cement". Početkom 1960-ih dolaskom Jože Severa u Pulu počinje organizacijski razvoj košarke, a sezone 1965./66. klub se u kvalifikacijama borio i za ulazak u Prvu jugoslavensku ligu. Najuspješnija generacija je bila 1969. kad je "Istra" ušla u Drugu jugoslavensku ligu. U desetak godina nastupanja tri je puta dospijevala do drugoga mjesta (Jovanović, Živković, Kolarević, Cukerić, Gobo, Sudarević, Dražić, Jelovac, Jerkov, Krizman, Smoković, Sabljić, Salatić, braća Jurić). Nekoliko je puta mijenjao ime: do 1967. bio je "Istragradnja", do kraja 1970-ih "Puljanka", na početku 1980-ih "Gradine" (1991. ušli su u Prvu hrvatsku ligu, a 1994. nastupali u Final four hrvatskog kupa, zajedno sa "Zadrom", "Zagrebom" i "Cibonom"), a od 2000. Košarkaški klub "Istra". U polufinalu kupa nastupio je u sezoni 1996./97. U sezoni 2002–03. izborio je nastup u Prvoj hrvatskoj košarkaškoj ligi. U pola stoljeća klupske košarkaške povijesti dao je nekoliko reprezentativaca (Kolarević, Jelovac, Jerkov, Mofardin) te niz priznatih trenerskih imena (Josip "Joža" Sever, Šešelja, Crnobori, Jovanović). Sezone 1989./90. za Gradine je nastupala legenda Crvene zvezde Zufer Avdija.
KK "Pula 1981" održava memorijalni turnir u spomen na Josipa Severa.

## Poveznice
- KK Pula 1981